# Metamorpheus
| Recensione   | Giudizio      |
| ------------ | ------------- |
| AllMusic     |               |
| Sputnikmusic | 2.3 (Average) |

Metamorpheus è un album del chitarrista britannico Steve Hackett, pubblicato nel marzo del 2005.

## Tracce

### CD
Testi e musiche di Steve Hackett.
1. The Pool of Memory and the Pool of Forgetfulness – 2:15
2. To Earth Like Rain – 1:32
3. Song to Nature – 3:02
4. One Real Flower – 3:12
5. The Dancing Ground – 3:02
6. That Vast Life – 12:26
7. Eurydice Taken – 1:48
8. Charon's Call – 3:15
9. Cerberus at Peace – 2:06
10. Under the World – Orpheus Looks Back – 5:16
11. The Broken Lyre – 3:17
12. Severance – 3:04
13. Elegy – 3:17
14. Return to the Realm of Eternal Renewal – 2:56
15. Lyra – 6:36

## Musicisti
- Steve Hackett – chitarra, orchestrazione, arrangiamenti orchestra, produttore
- Christine Townsend – violino principale, viola
- Lucy Wilkins – violino
- Richard Stewart – violoncello
- Sarah Wilson – violoncello
- Dick Driver – contrabbasso
- John Hackett – flauto, ottavino
- Colin Clague – tromba
- Richard Kennedy – corno francese

Note aggiuntive
- Registrato, mixato e masterizzato al MAP Studios (Twickenham, Londra)
- Roger King – ingegnere delle registrazioni, mixaggio e masterizzazione
- Jerry Peal – ingegnere delle registrazioni aggiunto e orchestrazione aggiunta (brani: The Dancing Ground / That Vast Life / Charon's Call / Cerberus at Peace / Under the World – Orpheus Looks Back / Lyra)
- Benedict Fenner – ingegnere delle registrazioni aggiunto
- Kim Poor – illustrazione copertina frontale
- Harry Pearce – design copertina album
- Steve Hackett fotografato da Paul Cox (retrocopertina)